# Бекю, Август
А́вгуст Бекю́ (пол. August Ludwik Bécu, лит. Augustas Ludvikas Bekiu; 14 (25) мая 1771 года, Гродно, Городенский повет Трокского воеводства, Великое княжество Литовское — 26 августа (7 сентября) 1824 года, Вильно, Российская империя) — польский учёный-гигиенист французского происхождения, профессор Виленского университета. Отчим известного поэта Юлиуша Словацкого.

## Биография

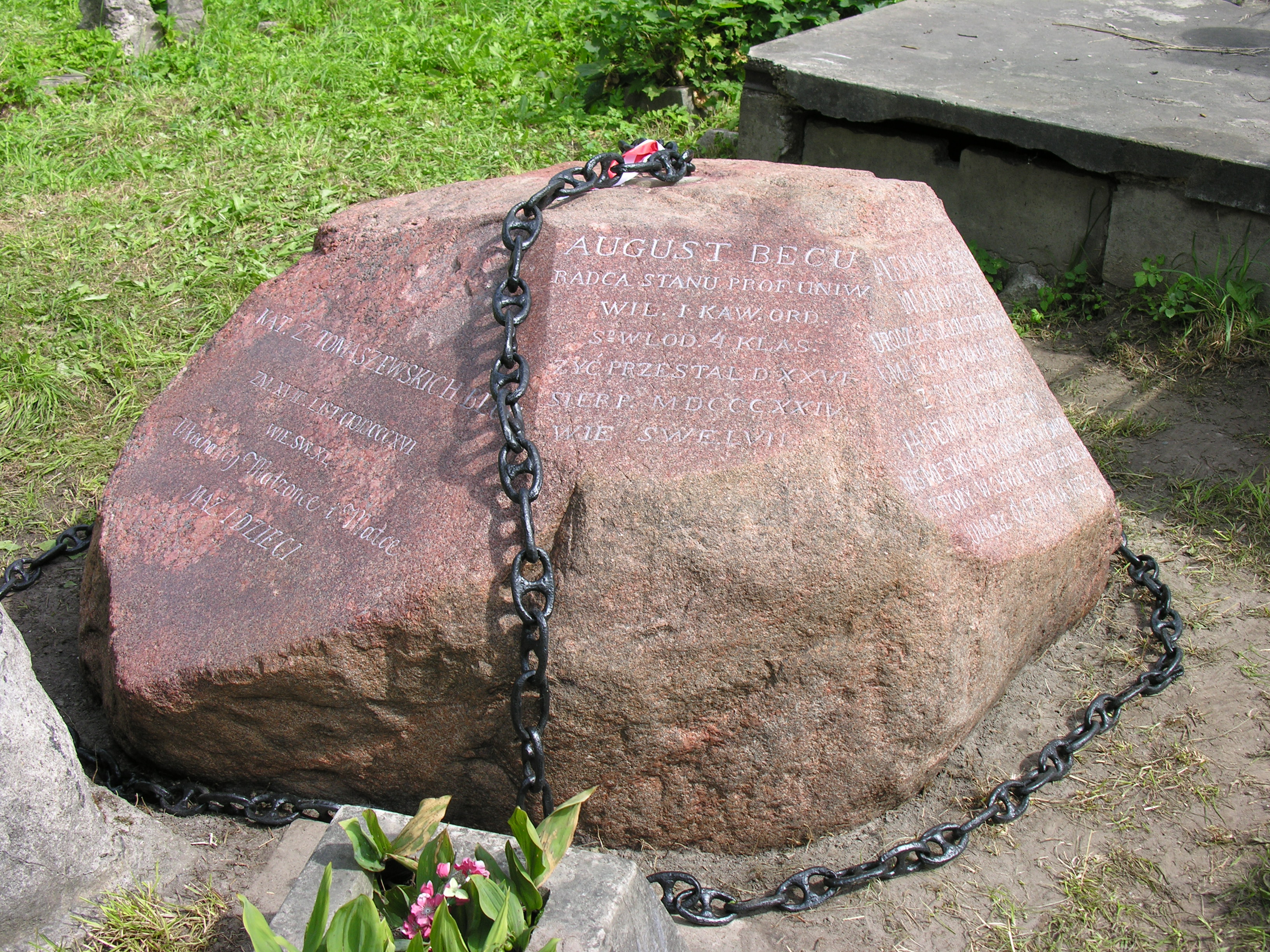
Могила Бекю на кладбище Расу

Август (Огюст) Бекю — потомок французских гугенотов, в XVII веке осевших в Померании, сам он — уроженец города Гродно в Речи Посполитой (ныне Республика Беларусь). Бекю закончил Главную Виленскую школу, получил степень доктора философии (1789), степень доктора медицины (1793). В Главной школе (в 1803 году преобразованной в императорский Виленский университет) преподавал в 1797—1824 годах курсы патологии, терапии, фармацевтики, физиологии; заведовал кафедрой физиологии (с 1805 года), кафедрой патологии и гигиены (с 1806 года). Стал одним из основателей виленского Медицинского общества (1805) и был его председателем с 1811 года. В 1807—1812 годах был членом школьной комиссии, в 1819 году исполнял должность попечителя школ.
В 1818 году Бекю женился на польской армянке Саломее Словацкой, матери известного поэта Юлиуша Словацкого.
Погиб от удара молнии. Некролог, опубликованный в журнале „Dziennik Wileński“, датирует смерть Августа Бекю 26 августа 1824 года. Та же дата указана на надгробии на виленском кладбище Расу. В некоторых источниках ошибочно указывается 26 июля.

## Вакцинация
Бекю был командирован Виленским университетом в Шотландию и по возвращении в 1803 году стал первым в Литве практиковать прививку оспы. Написал о вакцинации работу „O wakcynie czyli tak zwanei ospie krowiej“ («О вакцине, или так называемой коровьей оспе»; Вильна, 1803). В 1808 году вместе с профессором Йозефом Франком основал при университетской клинике институт вакцинации для обучения студентов прививкам. Сотрудничал в журнале «Dziennik Wileński».

## Репутация
А. Бекю состоял цензором при Виленском университете в 1807—1810 и 1817—1823 годах.
Участвуя в органах надзора над учебными заведениями, Август Бекю не мог не вызывать негативного отношения патриотически настроенной польской молодёжи. Считается, что он сыграл неблаговидную роль в расследовании дела филоматов—филаретов (1823—1824), вступив в тесное сотрудничество с Н. Н. Новосильцевым. Когда 26 августа 1824 года ударом молнии Бекю был убит в собственной квартире, в этом увидели доказательство его предательства и наказание; по некоторым источникам, молния будто бы сплавила в слиток хранившиеся у постели серебряные монеты, якобы полученные им за услуги российским властям. Адам Мицкевич, высланный по делу филоматов из Литвы, в третьей части поэмы «Дзяды» вывел негативную фигуру Доктора, в котором легко опознается Бекю. Считается, что это обстоятельство было причиной вражды между Мицкевичем и Словацким.

## Сочинения
- O wakcynie czyli tak zwanei ospie krowiej. Wilno, 1803 («О вакцине, или так называемой коровьей оспе»).  (пол.)
- Rozprawa doskonalości szpitalów. Wilno, 1807 («Рассуждение об усовершенствовании больниц»).  (пол.)
- O porządnem utrzymywaniu spitalów. Wilno, 1807.  (пол.)
- Postrzeżenie mleka zielonego.  (пол.)
- O lączeniu medycyny z chirurgią. Wilno, 1817.  (пол.)